# Kościół Garnizonowy w Głogowie

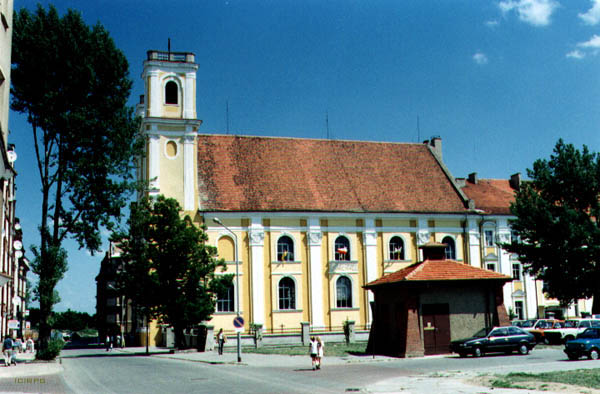
Parking samochodowy na terenie dawnego kościoła garnizonowego. Rok 2000

Kościół Garnizonowy w Głogowie – kościół, który znajdował się w Głogowie przy obecnej ulicy Smolnej, obok kościoła Bożego Ciała. Był to jeden z najmniejszych i najuboższych kościołów miasta pod względem wystroju. Zniszczony podczas II wojny światowej. W miejscu, na którym stał kościół znajduje się dziś parking samochodowy.

## Historia
Od czasu obsadzenia twierdzy przez wojska pruskie do nabożeństw używano niewielkiej sali w zamku książęcym. Gdy jej rozmiary przestały wystarczać, z inicjatywy króla Fryderyka Wilhelma II wybudowano kościół wojskowy. Zbudowano go na ruinach byłej apteki jezuitów i leżącego za nią skrzydła budynku kolegium jezuickiego, w którym znajdowała się biblioteka. Kościół garnizonowy był dziełem królewskiego nadradcy budowlanego w Głogowie – Johana Schultze. Uroczyste poświęcenie nowo otwartej świątyni odbyło się w pierwszą niedzielę adwentu 28 listopada 1790 r. Nad wejściem umieszczono napis: "Militi pio Fridericus Guilelmus II, Rex Borussorum, pater patriae optimus Anno MDCCLXXXIX" (pol. "Pobożnemu wojsku Fryderyk Wilhelm II, król pruski, najlepszy ojciec ojczyzny w 1789").
Po wybudowaniu kościoła przyległa posesja została odkupiona przez króla (za 2000 talarów) na mieszkanie dla kaznodziei polowego, kustosza oraz jako szkoła garnizonowa. Budowa kościoła kosztowała 11 000 talarów. Po ukończeniu budowy zostały zainstalowane nowe organy mechaniczne. Wykonała je firma głogowskiego organmistrza Andreasa Bayera w 1790 r.
Ewangelicy reformowani w 1808 roku przenieśli swoje nabożeństwa z domu trębacza do  ewangelickiego kościoła garnizonowego. W 1842 kościół odwiedził Fryderyk Wilhelm IV Hohenzollern. W 1854 kościół garnizonowy, wraz z kościołami dominikanów i jezuitów został przerobiony na magazyny siana i słomy. W 1894 przeprowadzono liczne prace renowacyjne. Budynek został zniszczony podczas oblężenia Festung Glogau w 1945 roku. 

## Architektura
Fasada kościoła z wydatnymi gzymsami, ryzalit zwieńczony był trójkątnym szczytem. Fasada  cechowała się silny wyrazem budowli militarnych doby fryderykowskiej. Pojedyncze powierzchnie ozdobione były płaskorzeźbionymi panopliami. Wnętrze było skromne. 